# Mehnagar
Mehnagar è una suddivisione dell'India, classificata come nagar panchayat, di 13.319 abitanti, situata nel distretto di Azamgarh, nello stato federato dell'Uttar Pradesh. In base al numero di abitanti la città rientra nella classe IV (da 10.000 a 19.999 persone).

## Geografia fisica
La città è situata a 25° 52' 60 N e 83° 7' 0 E e ha un'altitudine di 60 m s.l.m..

## Società

### Evoluzione demografica
Al censimento del 2001 la popolazione di Mehnagar assommava a 13.319 persone, delle quali 6.877 maschi e 6.442 femmine. I bambini di età inferiore o uguale ai sei anni assommavano a 2.449, dei quali 1.264 maschi e 1.185 femmine. Infine, coloro che erano in grado di saper almeno leggere e scrivere erano 8.396, dei quali 4.972 maschi e 3.424 femmine.